# Euceriodes pallada
Euceriodes pallada är en fjärilsart som beskrevs av Druce 1906. Euceriodes pallada ingår i släktet Euceriodes och familjen björnspinnare. Inga underarter finns listade i Catalogue of Life.